# Protaetia ignot
Protaetia ignot är en skalbaggsart som beskrevs av Schein 1956. Protaetia ignot ingår i släktet Protaetia och familjen Cetoniidae. Inga underarter finns listade i Catalogue of Life.